# NGC 3700
NGC 3700 (другие обозначения — UGC 6494, MCG 6-25-79, ZWG 185.73, PGC 35413) — спиральная галактика в созвездии Большой Медведицы. Открыта Робертом Боллом в 1867 году. При наблюдении NGC 3694 он открыл объекты NGC 3700 и NGC 3695, которые вместе составляют в небе треугольник со стороной около 10'. При этом Дрейер не смог подтвердить координаты объекта для нового каталога из-за плохой видимости. 
Несмотря на видимую близость,  NGC 3700 и NGC 3695 не взаимодействуют, поскольку  NGC 3700 находится значительно ближе к Млечному Пути.
Этот объект входит в число перечисленных в оригинальной редакции «Нового общего каталога».